# Midlands Ocidentais (condado)
Midlands Ocidentais (West Midlands em inglês) é um condado metropolitano localizada no centro da Inglaterra, no Reino Unido. Criada em 1974, o município inclui as cidades de Birmingham, Wolverhampton e Coventry.
O nome West Midlands é, por vezes, utilizado para se referir a toda a região de West Midlands, que pode causar confusão. Muitas vezes, é chamada de área de concelho "área de West Midlands metropolitana" ou "o West Midlands conurbada".

## Mudanças de divisa
Em 1994, as margens ocidental/meridional de Chasewater, além do Jeffreys Swag adjacente, foram transferidas do Bairro metropolitano de Walsall para o distrito de Lichfield, Staffordshire. Outras mudanças de divisa entraram em vigor em 1995, quando parte da paróquia de Frankley (incluindo a parte sudoeste do reservatório de Bartley) foi transferida para Birmingham e se tornou parte do município.